# جامبرين
جامبرين هي بلدية في ليختنشتاين ويبلغ عدد سكانها 1690 نسمة.

## جغرافية
تحتوي على قرية بيندرين التي تعد من بين أكثر المجتمعات تاريخية في ليختنشتاين. أقسم رجال البلدة السفلية الولاء للأمير في عام 1699 في بيندرين. كان لمجتمع بيندرين أيضًا أهمية كنسية تعود على الاقل إلى القرن الخامس عشر. لديهم كنيسة مخصصة للأم ماري والتي تم بناؤها عام 1481، ولكن مع سوابق تعود إلى عام 1045. تحتوي البلدية على معهد ليختنشتاين ومجموعة LGT.

## التاريخ

### شعار
منذ عام 1950، لم يكن لدى بلدية جامبرين علم رسمي ولا شعار نبالة. وفي اليوم الوطني لهذا العام على بلديات جامبرين ان تقدم نفسها. مما تسبب في نقاش حول علم جامبرين، لذلك قرر مجلس جامبرين تعيين لجنة لإنشاء علم وشعار نبالة للبلدية في عام 1957. وكان المنتجهو العلم الجديد وشعار النبالة لشركة جامبرين. يشير الشريط الأصفر لنهر راين الواقع غرب جامبرين. كانت الورود في شعار النبالة للفارس«رودجير فون ليمباخ»، الذي كان يقيم في جامبرين في العصور الوسطى. في عام 1958، تم اعتماد العلم الجديد وشعار النبالة الجديد من قبل بلدية جامبرين.

## سكان بارزون
- تينا ويراذر، متزلجة جبال الألب.

## روابط خارجية
- الموقع الرسمي
- بوابة ليختنشتاين على Gamprin / Bendern